# Ócsa
Ócsa város Pest vármegyében, a Gyáli járásban, a budapesti agglomerációban, a fővárostól déli irányban 30 kilométerre.
Közigazgatási területéhez tartozik: Felsőbabád, Alsópakony, Czirják tanya, az Öregszőlők, Székes, Újerdő.

## Fekvése
A szomszédos települések: észak felől Felsőpakony, északkelet felől Üllő, kelet felől Csévharaszt, délkelet felől Inárcs, dél felől Dabas, délnyugat felől Bugyi, nyugat felől Alsónémedi, északnyugat felől pedig Gyál.

## Megközelítése

### Közúton
Ócsa közigazgatási területén az országos fő közlekedési útvonalak közül az M5-ös autópálya és az 5-ös főút is keresztülhúzódik, így mindkettőn könnyen megközelíthető. A sztrádáról a 30-as kilométerénél lévő Ócsa–Üllő-csomópontnál kell letérni, ahonnan a 4603-as út vezet be a település központjába. Az 5-ös útról Budapest felől a legegyszerűbb már a város határában letérni, onnan a 4604-es út vezet be Ócsára. Alsónémedi irányából a 46 104-es, Dabas felől az 52 104-es úton érhető el a település központja az 5-ös útról. Érinti még Ócsát a 4601-es és a 4617-es út, a Bugyiba vezető 52 103-as és a 46 107-es számú mellékutak is.

### Közúti tömegközlekedéssel
Budapest irányából a 635-ös és 636-os buszokkal közelíthető meg. A várost még érinti a 609-es, a 641-es, a 642-es és a 643-as buszok is, amik a szomszédos településekkel teremtenek kapcsolatot.

### Vasúton
Ócsán a Budapest–Kecskemét-vasútvonal halad át, amelynek egy állomása van itt, Ócsa vasútállomás, melynek közúti megközelítését a központban induló, a 4604-es útból kiágazó 46 304-es út biztosítja. Az állomást a vonalon korábban Ócsai szőlők megállóhely követte, az azonban már megszűnt.

## Az ősláp
Ócsa mellett terül el a Turjánvidék, Turjános vagy Öregturján nevű ősi tőzegláp. Ritka fajok, mint a rákosi vipera, a fekete gólya, a kerecsensólyom, a jégmadár, az ezüst sávos szénalepke élőhelye. Egyedülálló, 3575 hektáros jégkorszaki ősmocsár-maradvány. Az Ócsai Tájvédelmi Körzet a Duna–Ipoly Nemzeti Parkhoz tartozik.

## Története
Ócsát az Árpád-kor óta folyamatosan lakják. Nevét 1235-ben említette először oklevél Alza néven.
A premontrei szerzetesrend Szűz Mária tiszteletére emelt monostora a váradelőhegyi prépostság filiájaként jött létre, amely már 1235-ben is állt. A monostor helyén ma álló bazilika a román stílusú magyar építészet egyik legfontosabb emléke.

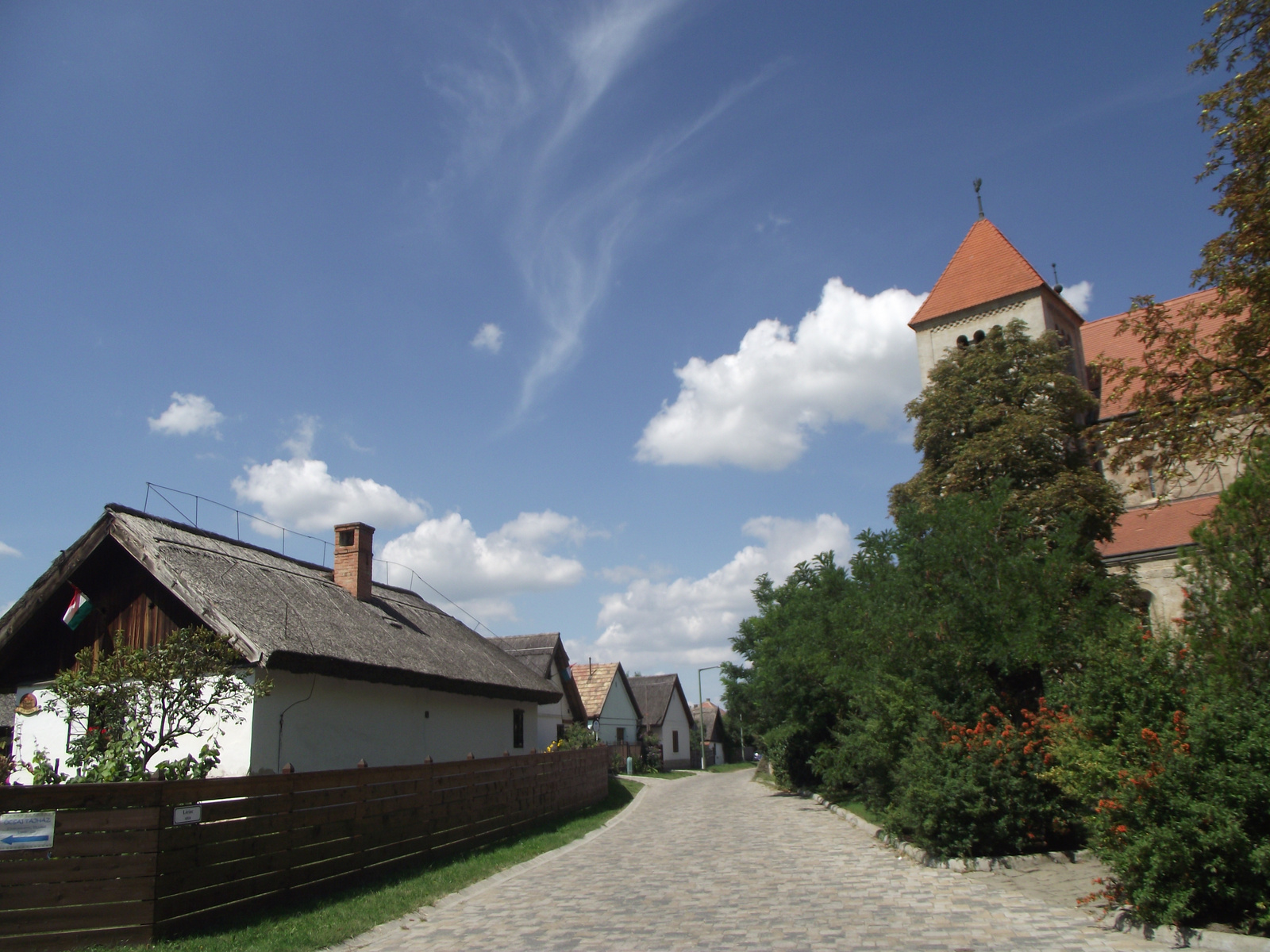
Balra a tájház, jobbra a premontrei kolostor

1307. szeptember 29-én Károly Róbert király oklevelet is adott ki itt.
Lakossága 1600 körül református  hitre tért és birtokba vették a premontrei templomot. A reformátusok Mária Terézia királynőtől engedélyt kaptak a templom restaurálására, azonban az építés során a volt premontrei templom sok középkori részlete elpusztult. A hagyományos református paraszti réteg az Alszegen élt, és sokáig jóval módosabbak voltak, mint a 18. században épült katolikus templom környékére később települt katolikusok. A katolikusok száma később, a csűrkerti parcellák kiosztásával, a földesúri majorságok létrejöttével, a babádi és alsópakonyi puszták benépesülésével gyorsan növekedett. Miután evangélikus és baptista gyülekezetek is megtelepedtek, a 20. század közepére a katolikusok és a protestánsok aránya ismét kiegyenlítődött.
Ócsa 1856 körül járási székhely lett.
Az 1950-es évektől az ócsaiak jelentős része a fővárosba ingázó ipari munkás lett, a vasúton túl kiparcellázott területekre pedig ismét sokan települtek be.

## Közélete

### Polgármesterei
- 1990–1994: Dr. Buza Attila (független)[4]
- 1994–1998: Dr. Buza Attila (Fidesz)[5]
- 1998–2000: Dr. Buza Attila (Fidesz)[6]
- 2001–2002: Dr. Buzáné Icsó Zsuzsanna (Fidesz)[7][8]
- 2002–2006: Dönti Károly (független)[9]
- 2006–2010: Dönti Károly (független)[10]
- 2010–2014: Bukodi Károly Zoltán (Fidesz)[11]
- 2014–2019: Bukodi Károly Zoltán (Fidesz-KDNP)[12]
- 2019–2024: Bukodi Károly (Fidesz)[13]
- 2024– : Paul Tamás (Barátságos Élhető Kisváros Egyesület)[1]

A településen 2001. március 25-én időközi polgármester-választást kellett tartani, mert az előző polgármester 2000. október 16-án, közlekedési baleset következtében életét vesztette.

## Népesség
A település népességének változása:
| Lakosok száma | 9073 | 9166 | 9325 | 9642 | 9870 | 9941 | 9938 |
|               | 2013 | 2014 | 2018 | 2021 | 2022 | 2023 | 2024 |

A 2011-es népszámlálás során a lakosok 85%-a magyarnak, 1,3% cigánynak, 0,4% németnek, 0,6% románnak mondta magát (15% nem nyilatkozott; a kettős identitások miatt a végösszeg nagyobb lehet 100%-nál). A vallási megoszlás a következő volt: római katolikus 26,6%, református 18,7%, evangélikus 0,6%, görögkatolikus 0,9%, felekezeten kívüli 18,6% (30% nem nyilatkozott).
2022-ben a lakosság 89,6%-a vallotta magát magyarnak, 1,3% cigánynak, 0,4% németnek, 0,4% románnak, 0,1-0,1% örménynek, bolgárnak, ukránnak, szlováknak, szerbnek és lengyelnek, 3% egyéb, nem hazai nemzetiségűnek (10,3% nem nyilatkozott; a kettős identitások miatt a végösszeg nagyobb lehet 100%-nál). Vallásuk szerint 19,1% volt római katolikus, 13,9% református, 0,7% görög katolikus, 0,6% evangélikus, 0,1% ortodox, 4,1% egyéb keresztény, 0,6% egyéb katolikus, 20,2% felekezeten kívüli (40,4% nem válaszolt).

## Nevezetességei

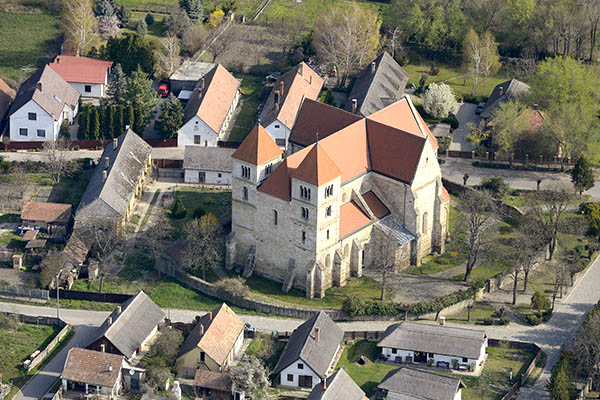
A premontrei kolostor és környezete madártávlatból

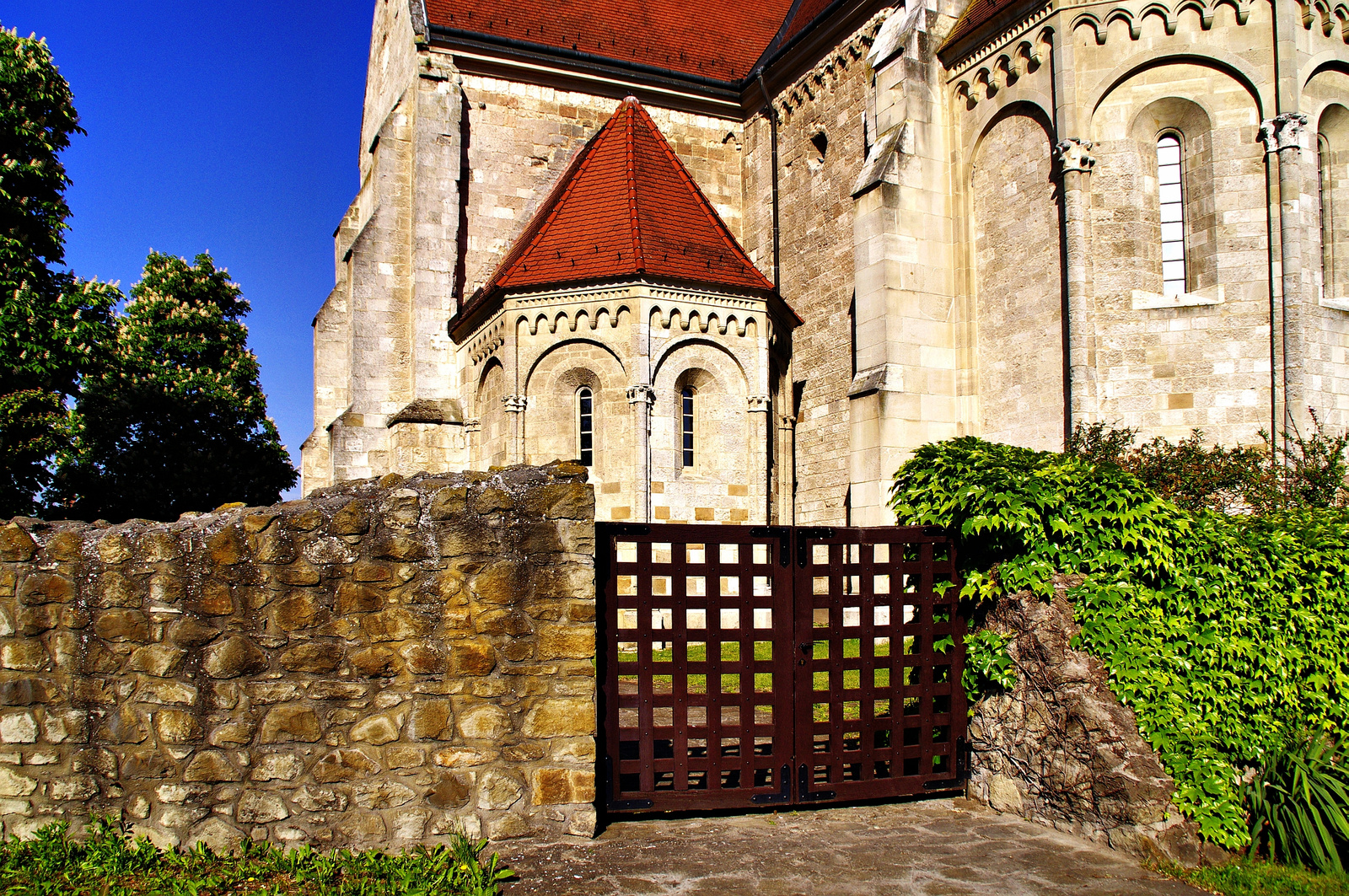
A kolostor hátsó bejárata

- A premontrei kolostor 13. századi román stílusú, háromhajós, kereszthajós bazilika. Épülete 1560 óta az ócsai református templom.

Nevezetessége, hogy a Szent László-legenda falképeinek néhány részlete látható a szentélyben, az északi falon. Budapesthez ez a templom van a legközelebb azok közül, amelyben a Szent László legenda középkori ábrázolása látható. Felújítását a 20. század elején, 1922-1924-ben Foerk Ernő budapesti építész tervei alapján végezték.
- Az 1778-ban nyitott temetőben 500 régi, jellegzetes, főleg helybéliek faragta kopjafa látható.
- Az Ócsai Tájház kiállításai
- Az öreghegy pincesora – mintegy 100, jellegzetesen alföldi, nyeregtetős, ollóágas, náddal fedett, hosszú hordógurító gádoron megközelíthető, többágú pince, tájképi és kultúrtörténeti érték[20]
- Ócsai Tájvédelmi Körzet – a fokozottan védett részek kivételével szabadon látogatható, fogadóháza a templom mellett van a dr. Békési Panyik Andor u. 4. számú házban
- Ócsai Madárvárta – Az Ócsai Tájvédelmi körzetben már több mint 20 éve működik Csörgő Tibor vezetésével az Ócsai Madárvárta.
- A turjánok gémtelepei kiemelt természetvédelmi értéket képviselnek.[20]
- A Szentháromságnak szentelt katolikus templom, melyet 1777-ben szenteltek föl.
- Turul-szobor[21]

## Híres emberek
- Falu Tamás költő itt élt és itt nyert végső nyughelyet.
- Itt végezték ki a császáriak Halászy Károly honvédszázadost (Alsónémedi tanítóját) 1849. július 25-én.
- Itt született D. Szabó Károly (Déli Szabó Károly) földműves, az 1956-os forradalom gyóni eseményeinek egyik vezető szereplője és kivégzettje; emlékét utcanév is őrzi a városban.
- Itt született, szolgált 1945 és 1983 között, valamint itt hunyt el Békési (Panyik) Andor református lelkész, Kálvin-kutató.
- Ócsáról származik Nádas Tamás műrepülő világbajnok.
- Ócsáról származik és Ócsán nevelkedett Králl Kevin János filmrendező és forgatókönyvíró, a feltörekvő filmes szakma kiemelkedő alakja.

## Testvértelepülések
- Palást, Felvidék (Szlovákia), 1998 óta
- Kose, Észtország, 2007 óta
- Dalgety Bay, Skócia, 2015 óta

## További képek

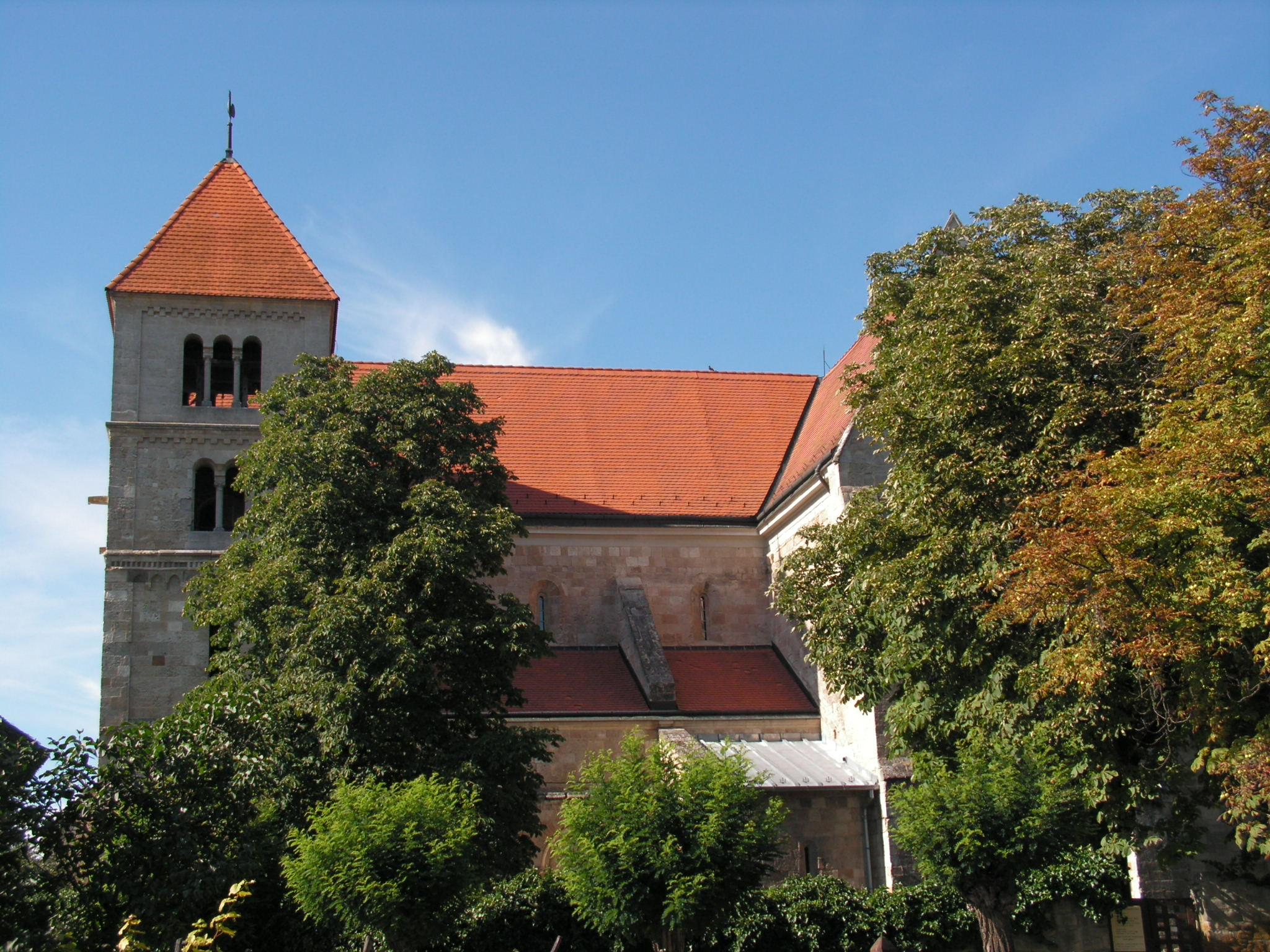
Református templom volt premontrei kolostor
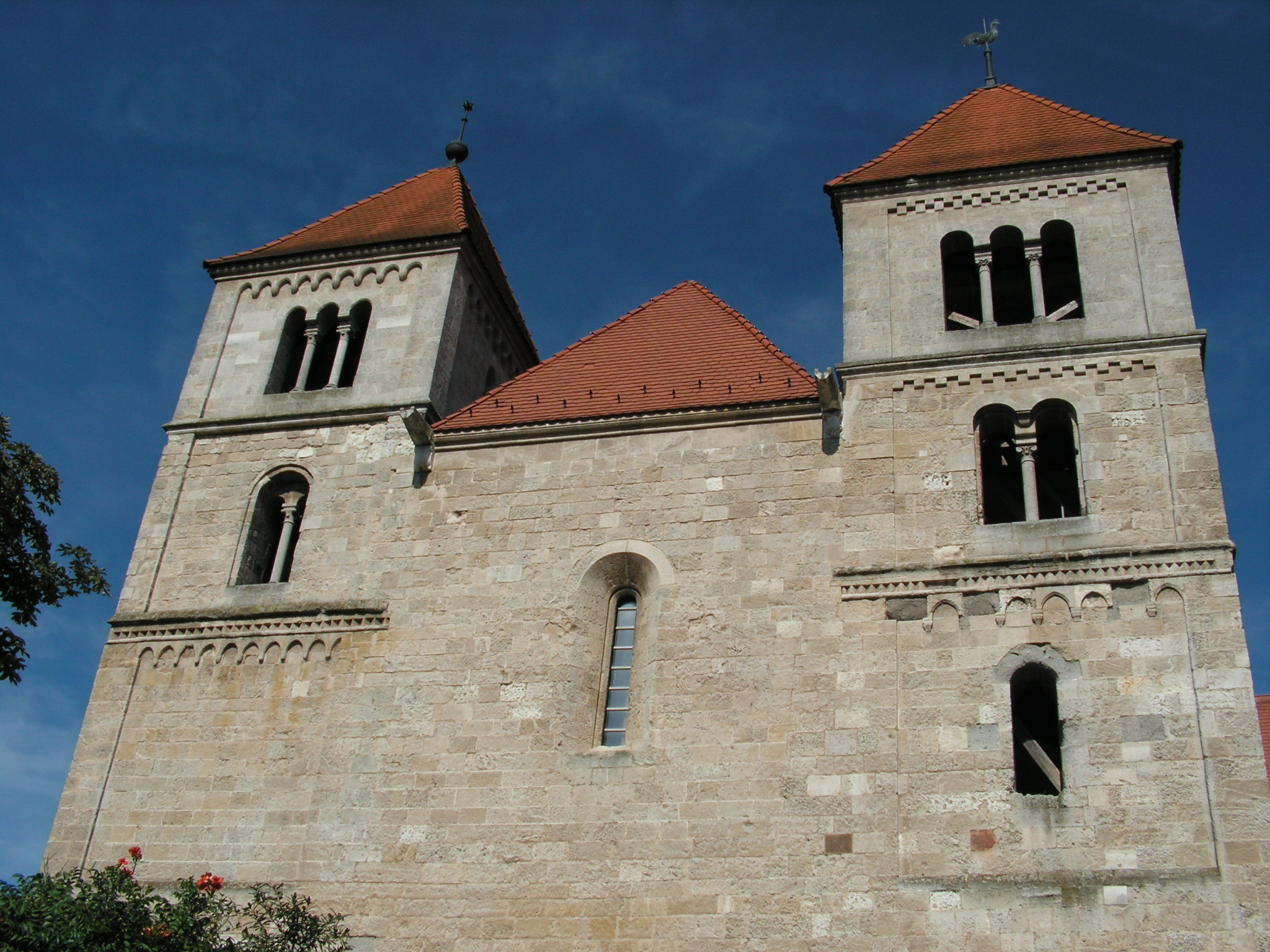
Református templom volt premontrei kolostor
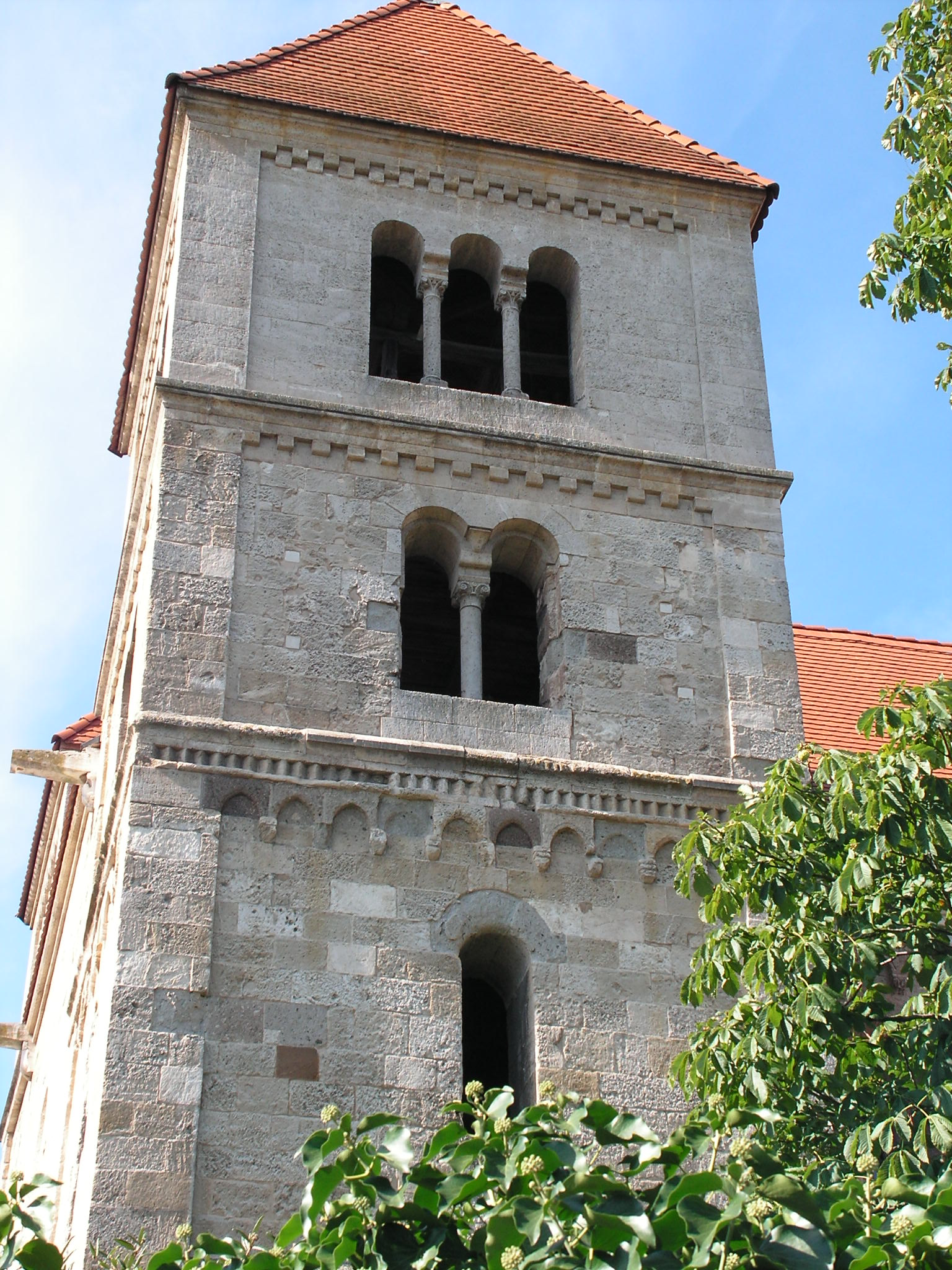
Református templom volt premontrei kolostor
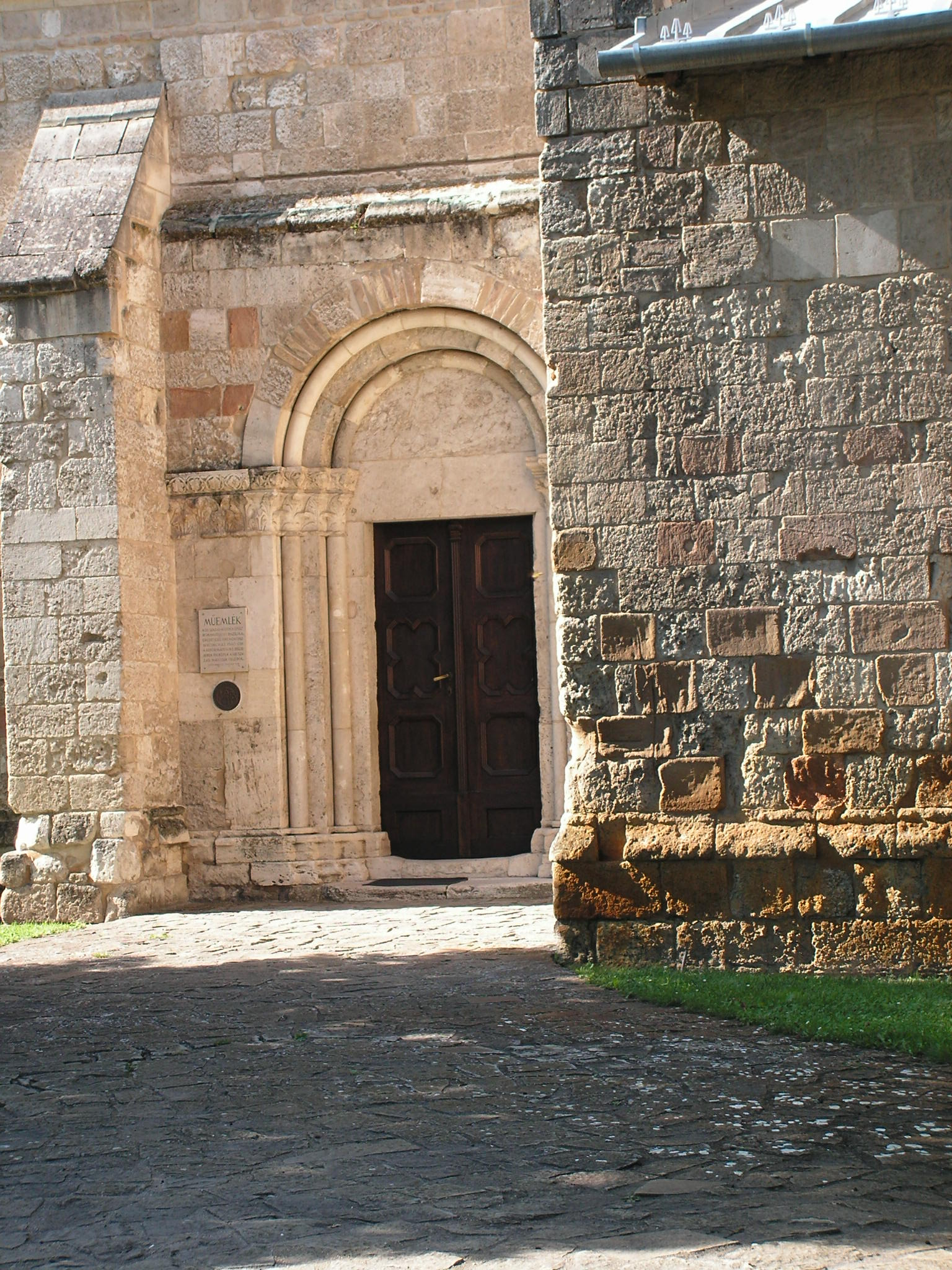
Református templom volt premontrei kolostor
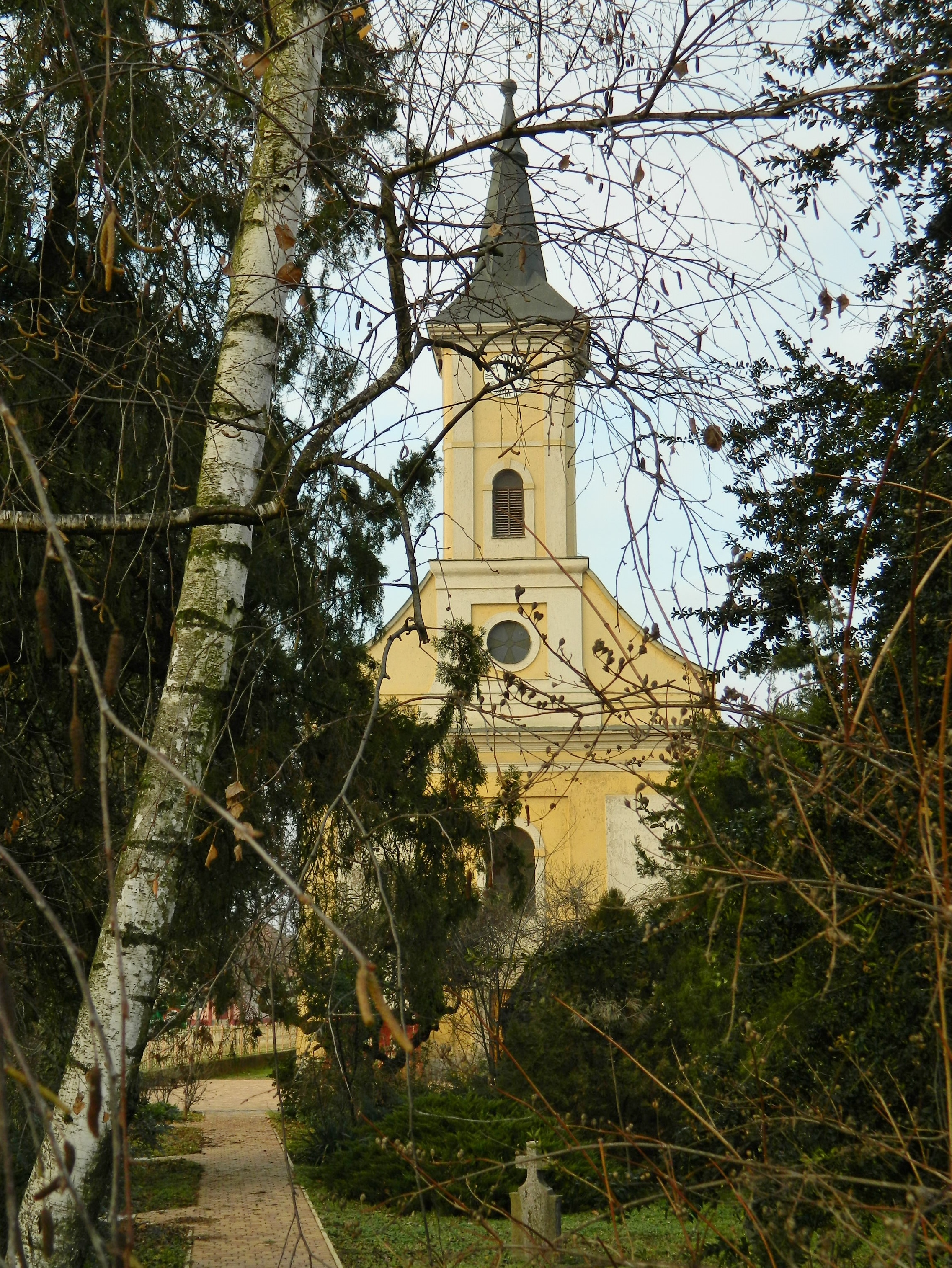
Szentháromság templom
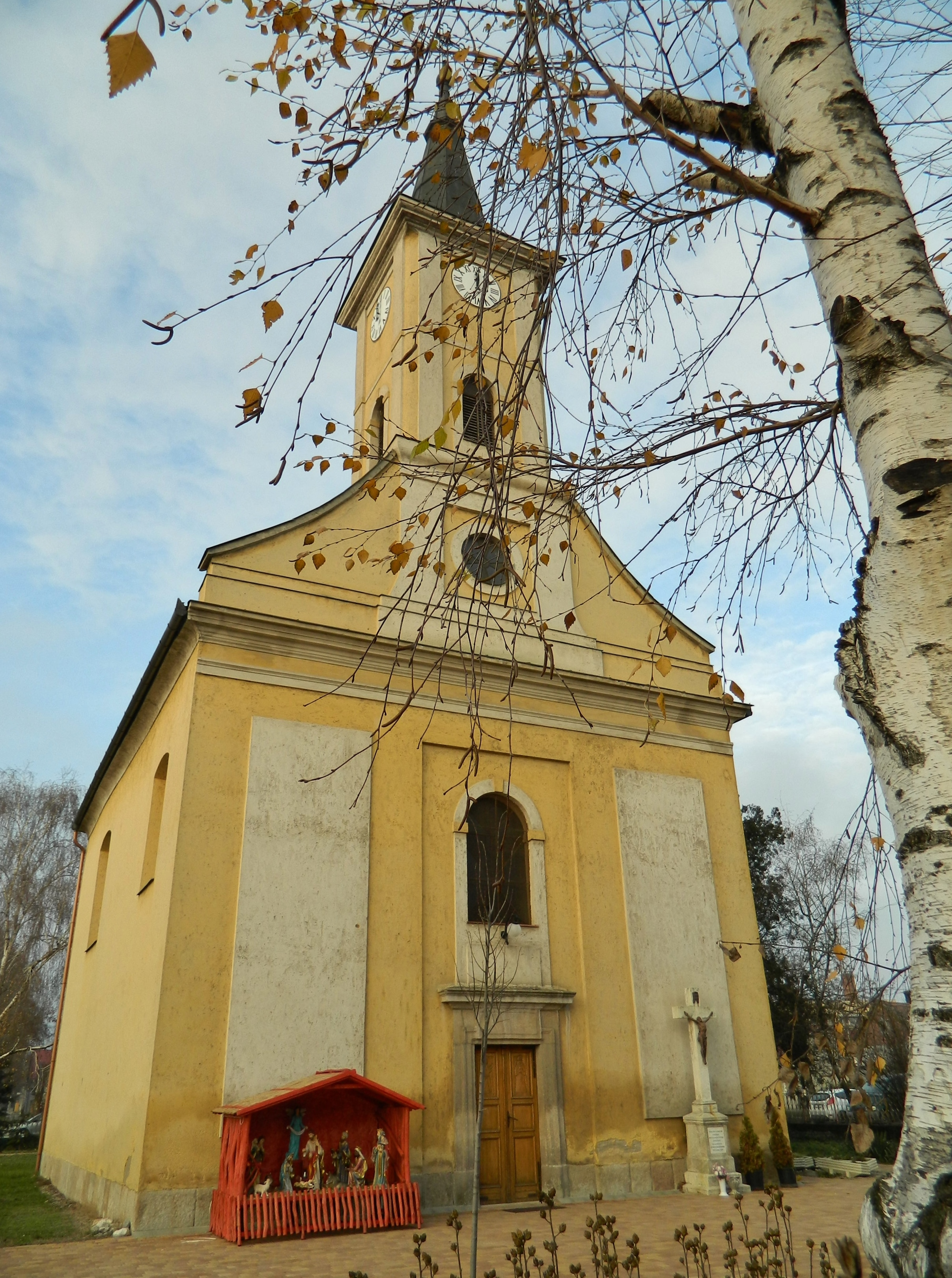
Szentháromság templom
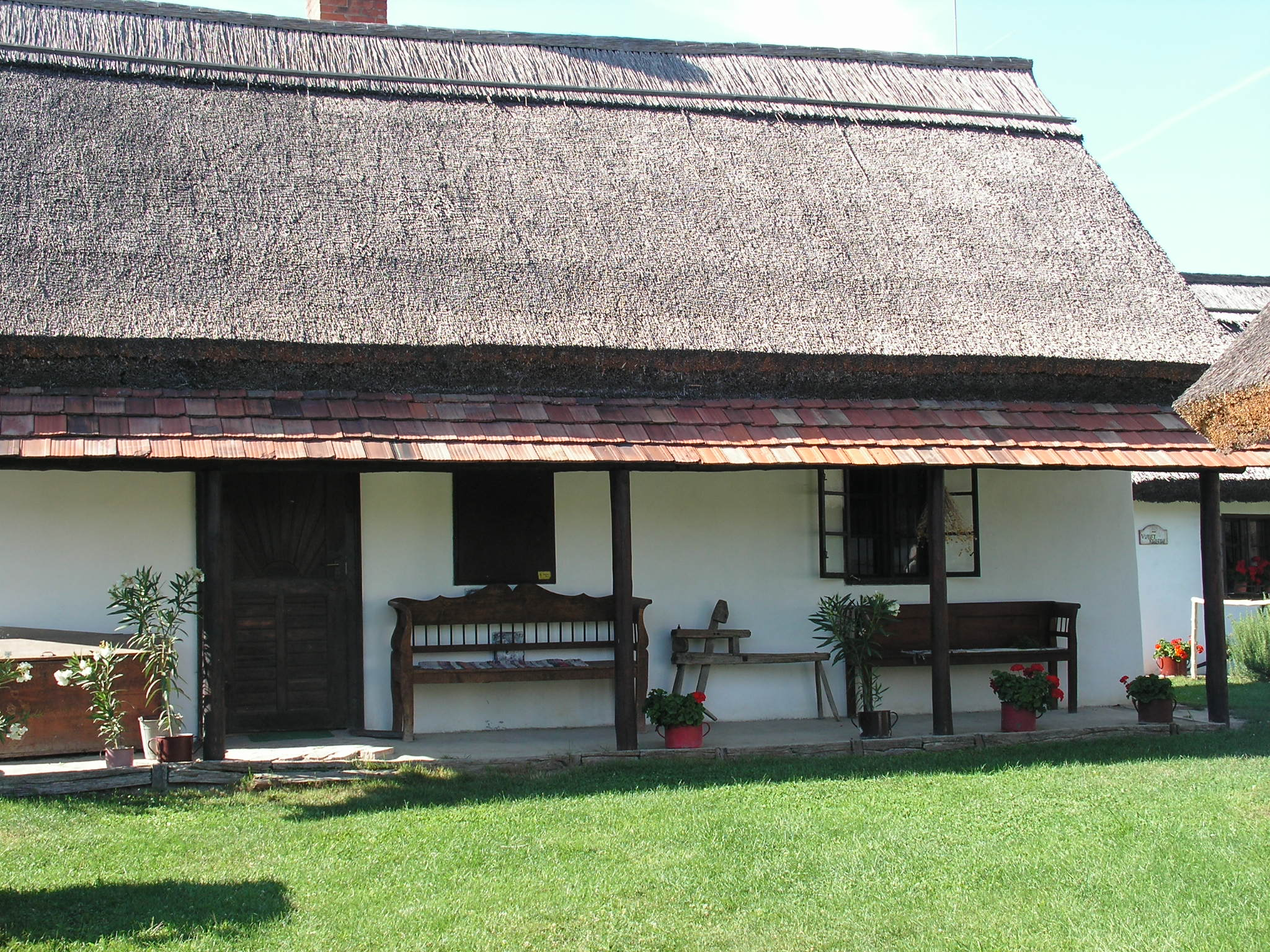
Tájház
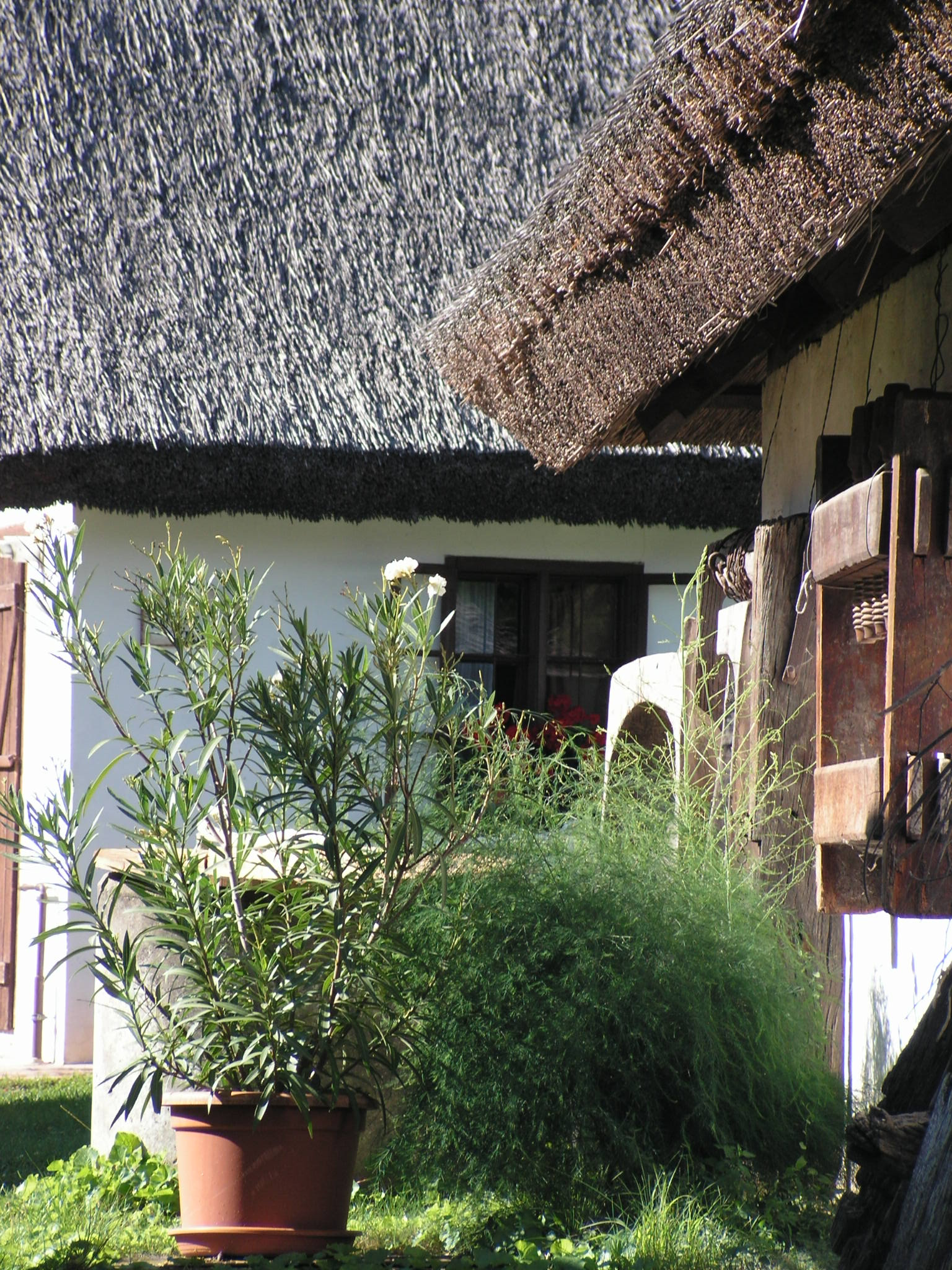
Tájház
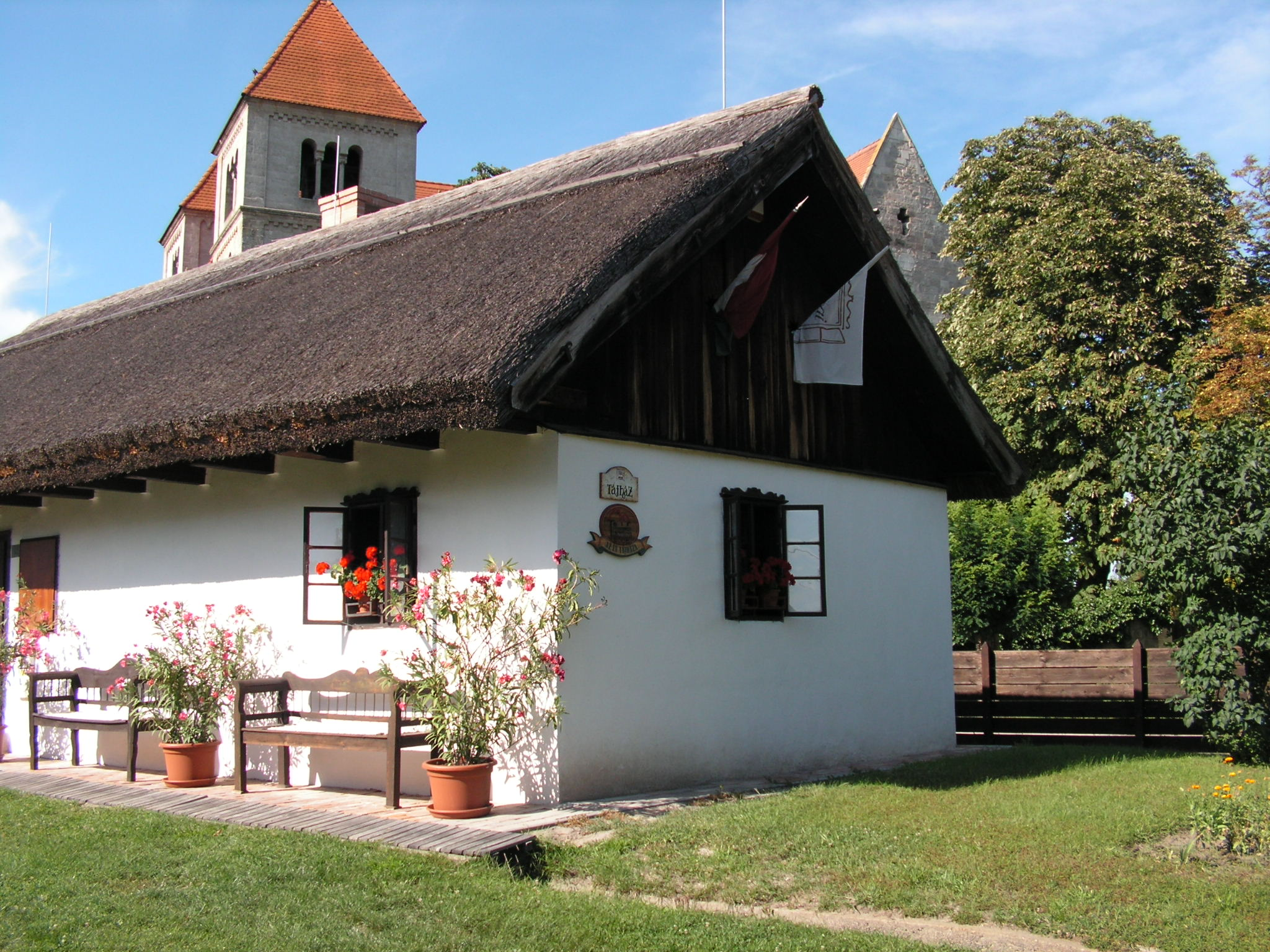
Tájház
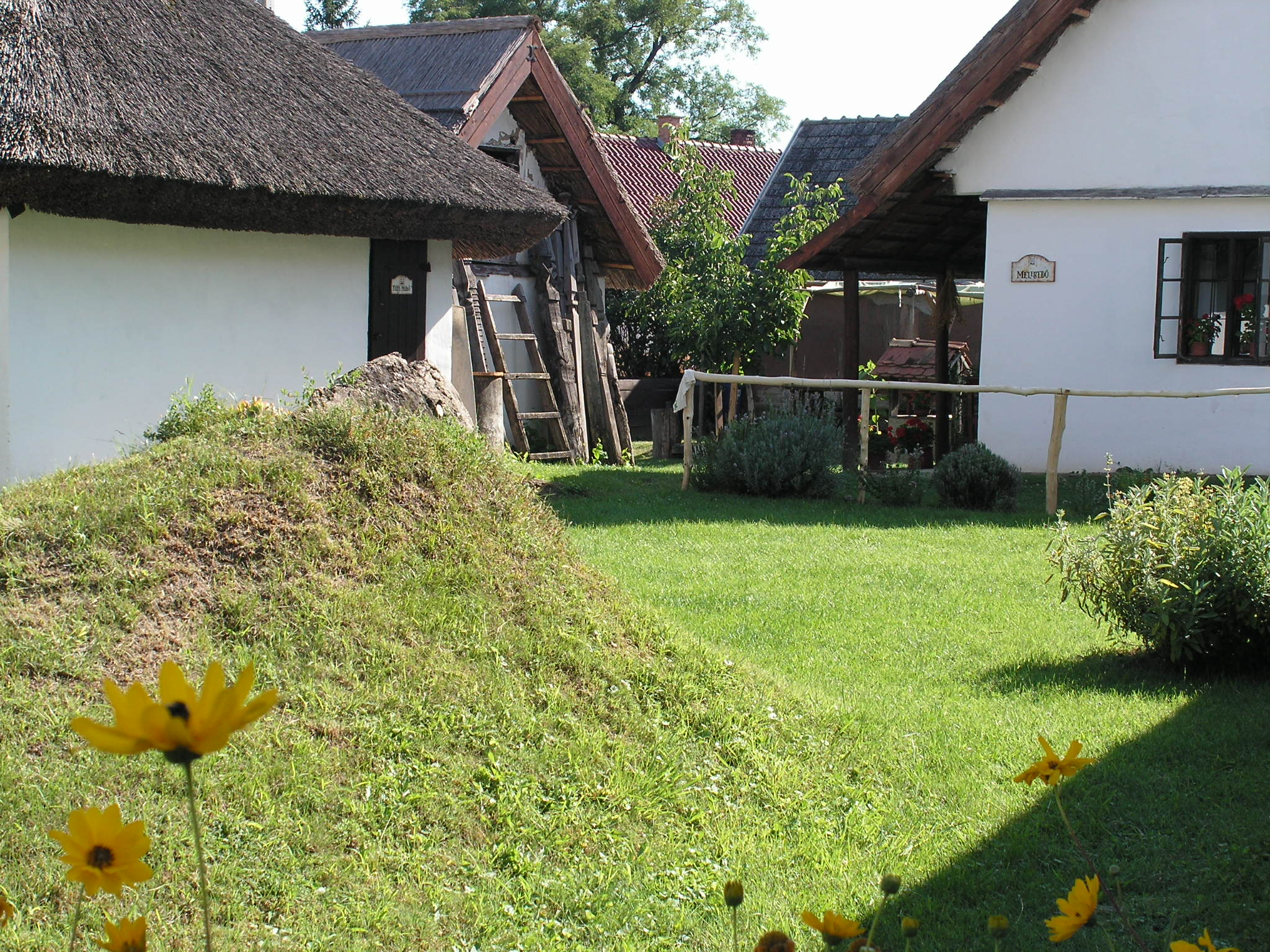
Tájház